# Жіноче п'ятиборство

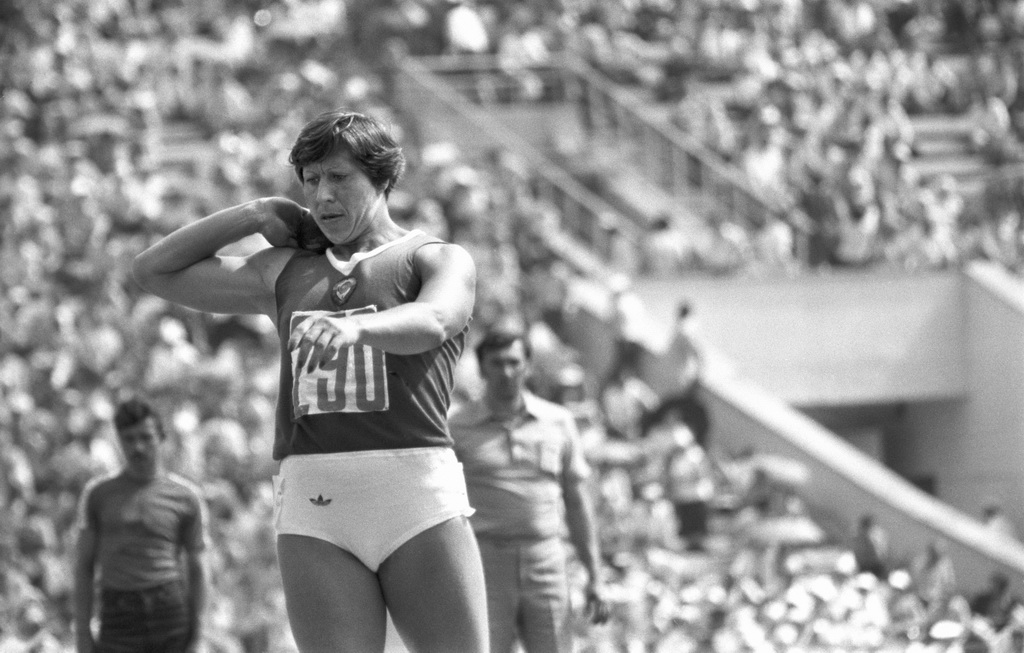
Радянська українська спортсменка Надія Ткаченко у секторі для штовхання ядра (Олімпіада-80)

Жіно́че п'ятибо́рство, пентатло́н (грец. πένταθλον) — легкоатлетична дисципліна, комбінація з п'яти окремих вправ. П'ятиборство є вкороченою версією від семиборства для меншого виснаження спортсменів і, відповідно, можливості проведення змагань в усіх вправах за один день.
У цій дисципліні зазвичай виступають виключно жінки, чоловіки ж змагаються у класичному п'ятиборстві.

## Вправи
До п'ятиборства входять вправи:
- біг на 60 метрів з бар'єрами
- біг на 800 метрів
- штовхання ядра
- стрибки у висоту
- стрибки у довжину

## Нарахування очок
Виставлення очок (Х) за кожну вправу здійснюється за двома формулами:
- для бігу — {\displaystyle X=a\cdot (b-M)^{c}}

- для стрибків та штовхання — {\displaystyle X=a\cdot (M-b)^{c}},

де M є результатом спортсмена, а значення a, b та c — встановленими коефіцієнтами:
| Вправа                       | Коефіцієнти | Коефіцієнти | Коефіцієнти | Результат спортсмена у |
| ---------------------------- | ----------- | ----------- | ----------- | ---------------------- |
| Вправа                       | a           | b           | c           | Результат спортсмена у |
| Біг на 60 метрів з бар'єрами | 20,0479     | 17          | 1,835       | секунди                |
| Біг на 800 метрів            | 0,11193     | 254         | 1,88        | секунди                |
| Стрибки у довжину            | 0,188807    | 210         | 1,41        | сантиметри             |
| Стрибки у висоту             | 1,84523     | 75          | 1,348       | сантиметри             |
| Штовхання ядра               | 56,0211     | 1,5         | 1,05        | метри                  |

## Рекорди

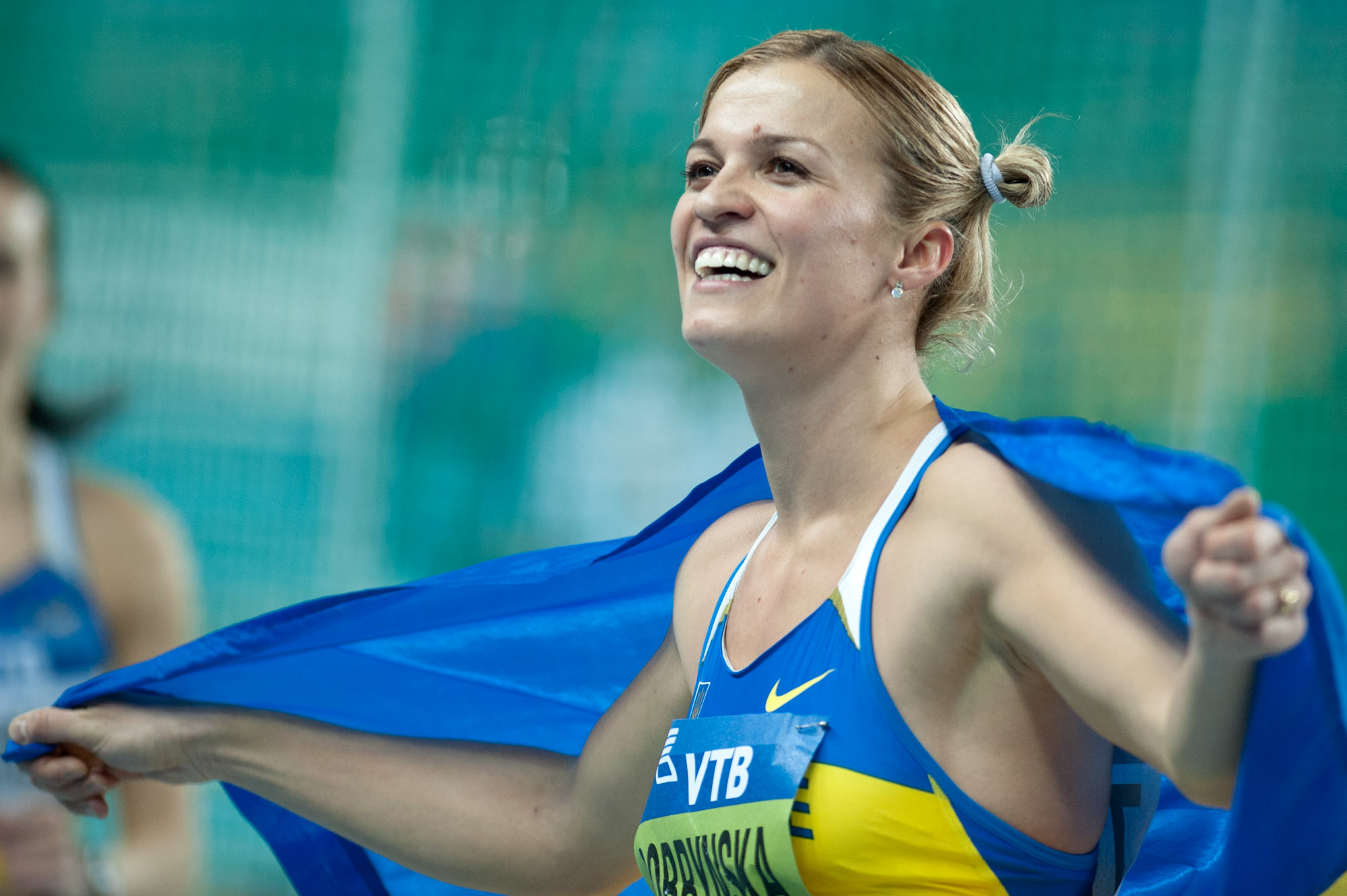
Наталя Добринська

Чинною рекордсменкою в жіночому п'ятиборстві є українка Наталя Добринська. Її рекорд у 5013 очок був встановлений 9 березня 2012 року на зимовому чемпіонаті світу в Стамбулі (Туреччина).
Попередній рекорд світу, 4991 очко, належав Ірині Бєловій і був встановлений у 1992 році в Берліні (Німеччина).